# Rekonq
rekonq — легковесный браузер для KDE, основанный на WebKit. Исходный код базируется на Nokia QtDemoBrowser, похожем на Arora. Он является стандартным браузером Chakra GNU/Linux и в Kubuntu до версии 14.04.

## Основные возможности
- Поддержка вкладок
- Система загрузок KDE
- Система управлением закладками наподобие Konqueror
- Поддержка режима приватного просмотра
- Веб-инспектор
- Сетевой монитор
- Встроенный блокировщик рекламы
- Поддержка плагинов (Flash, Java)
- Поддержка прокси